# Wilhelm Johannsen
Wilhelm Ludvig Johannsen, född 3 februari 1857 i Helsingör, död 11 november 1927 i Köpenhamn, var en dansk växtfysiolog och genetiker. Han införde och definierade begreppen gen, genotyp, fenotyp och ren linje. Han var bror till Fritz Johannsen.

## Biografi
Johannsen blev farmacie kandidat 1880, lektor 1892 och professor i växtfysiologi vid Landbohøjskolen 1903. Han blev professor i samma ämne vid Köpenhamns universitet 1905. Av hans många skrifter är mest betydande Lærebog i plantefysiologi med henblik paa plantedyrkningen (1892; andra upplagan 1903-04), Studier över planternes periodiske livsytringer (1897) och de mycket uppmärksammade Om arvelighed i samfund og i rene linier (1903; på tyska samma år) samt Arvelighedslærens elementer (1905). Han fortsatte sina betydelsefulla studier över ärftlighet med Falske analogier (1914; svensk översättning 1917), Arvelighed i historisk og eksperimentel betydning (1917; svensk översättning 1918) och Biologi i det 19. aarhundrede (1922; svensk översättning 1923). 
Johannsen blev ledamot av Videnskabernas Selskab 1898, Fysiografiska sällskapet i Lund 1906 och Lantbruksakademien 1908, av svenska Vetenskapsakademien i Stockholm och Vetenskapssocieteten i Uppsala 1919, medicine hedersdoktor i Köpenhamn 1910 och Lund 1918 samt filosofie hedersdoktor i Freiburg im Breisgau 1911 och Groningen 1914.

## Utmärkelser
- Dannebrogsmännens hederstecken,  1918[7]
- Kommendör av första graden av Dannebrogorden,  1927[7]
- Hedersdoktor vid Lunds universitet[7]
- Hedersdoktor vid Freiburgs universitet[7]
- Hedersdoktor vid Universitetet i Groningen[7]
- Hedersdoktor vid Köpenhamns universitet[7]

[Redigera Wikidata]